# Pfarrkirche Wels-Pernau

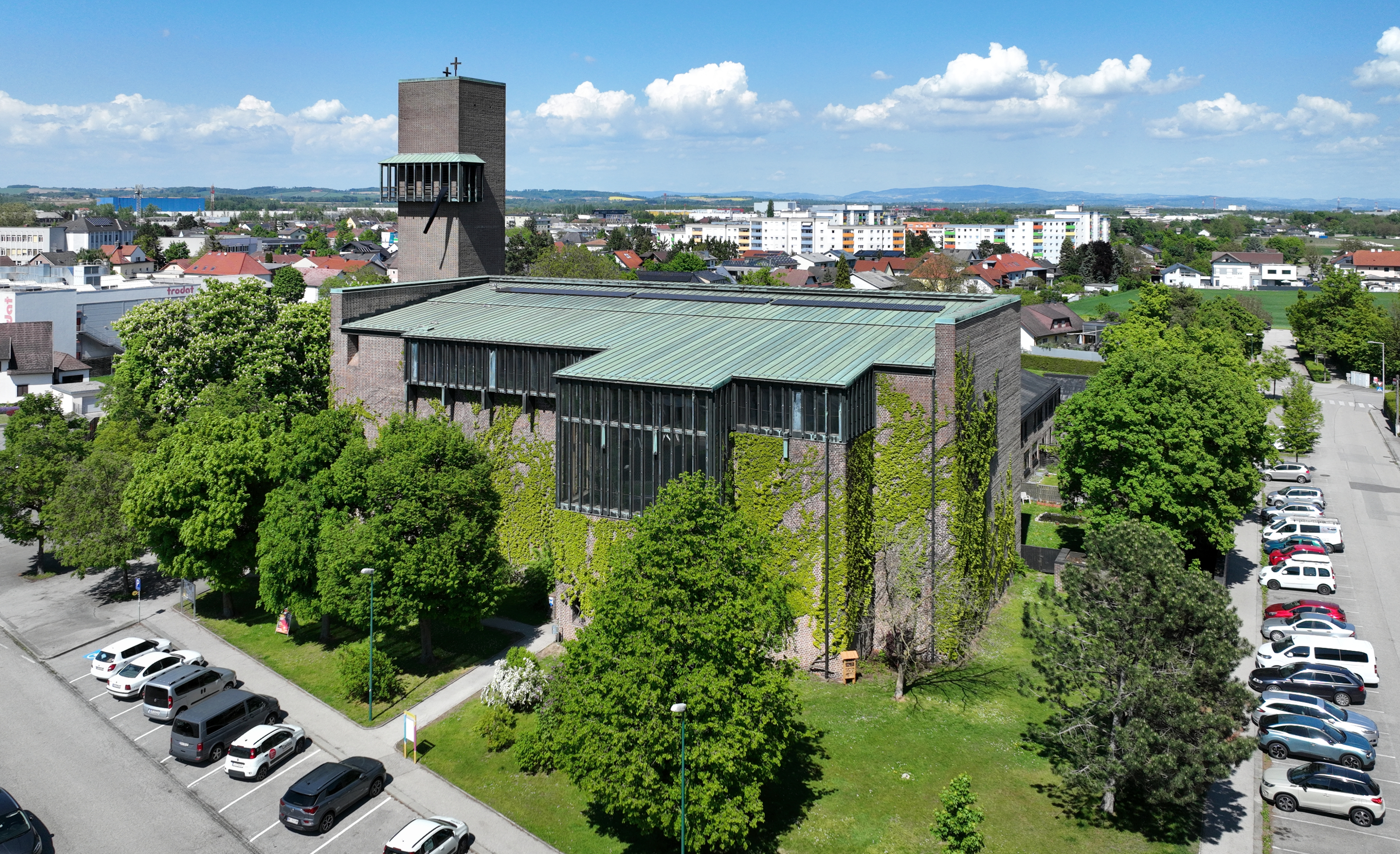
Kath. Pfarrkirche hl. Josef in Pernau

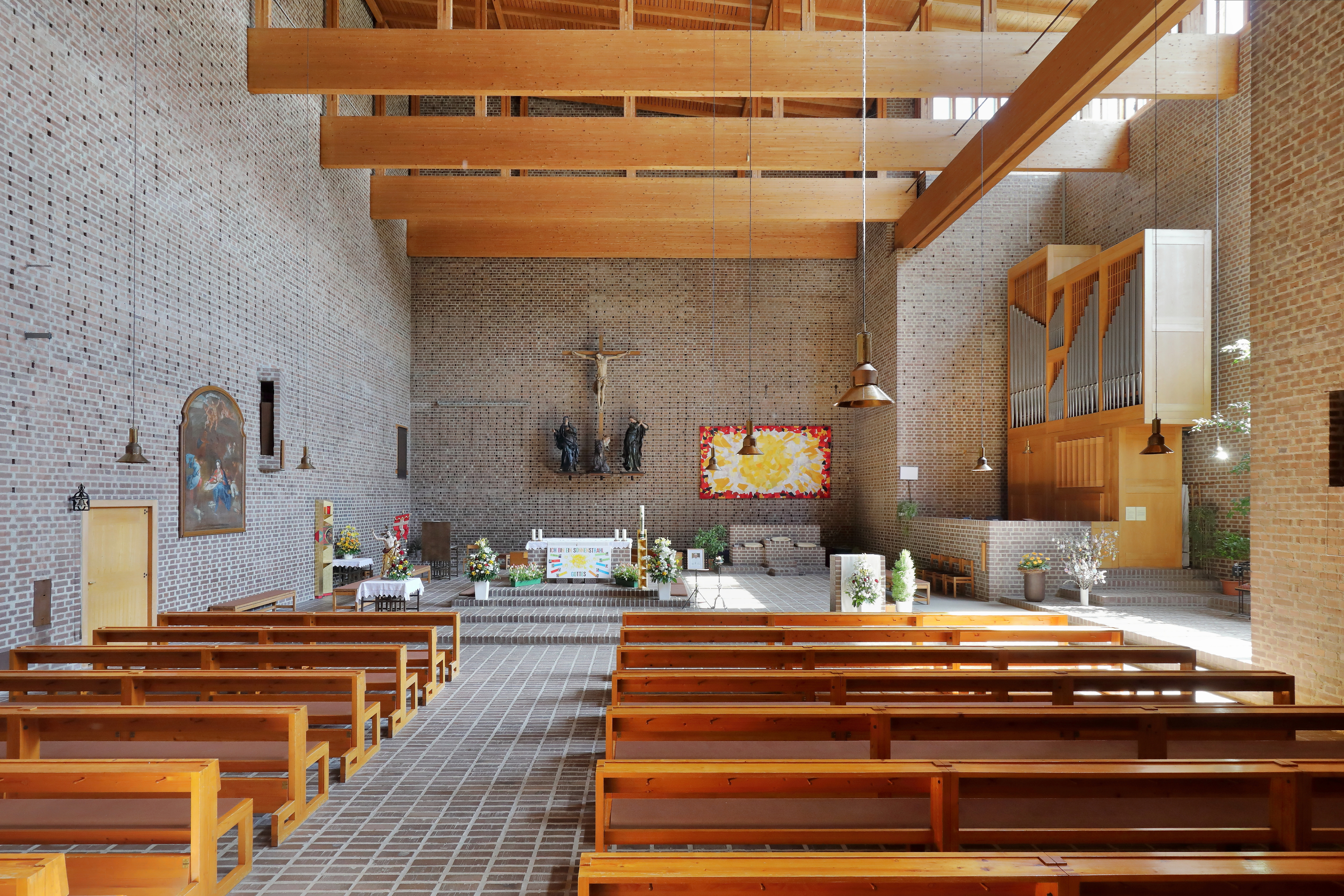
Innenansicht der Pfarrkirche

Die römisch-katholische Pfarrkirche Wels-Pernau steht im Stadtteil Pernau in der Stadtgemeinde Wels in Oberösterreich. Die auf den heiligen Josef geweihte Kirche gehört zum Dekanat Wels in der Diözese Linz. Die Kirche steht unter Denkmalschutz.

## Geschichte

### Pfarrgeschichte
Im Jahr 1941 wurde die Kaplanei Wels-Pernau errichtet, um einen Priester vor der Einberufung zur Deutsche Wehrmacht zu bewahren.
Die Pfarre Wels-Pernau ist die Nachfolgerin der Welser Vorstadtpfarre. Mit 1. Januar 1968 erfolgte die Pfarrverlegung an den Standort in Wels-Pernau.

### Baugeschichte
Die Pfarranlage wurde 1960 von den Architekten Franz Riepl aus München und Othmar Sackmauer aus Linz geplant. 1965 erfolgte die Grundsteinlegung und die Bauarbeiten. Am 8. Oktober 1967 wurde die Kirche geweiht. 2004 wurde der Pfarrhof neu gestaltet und bekam 2006 einen Zubau.

## Ausstattung

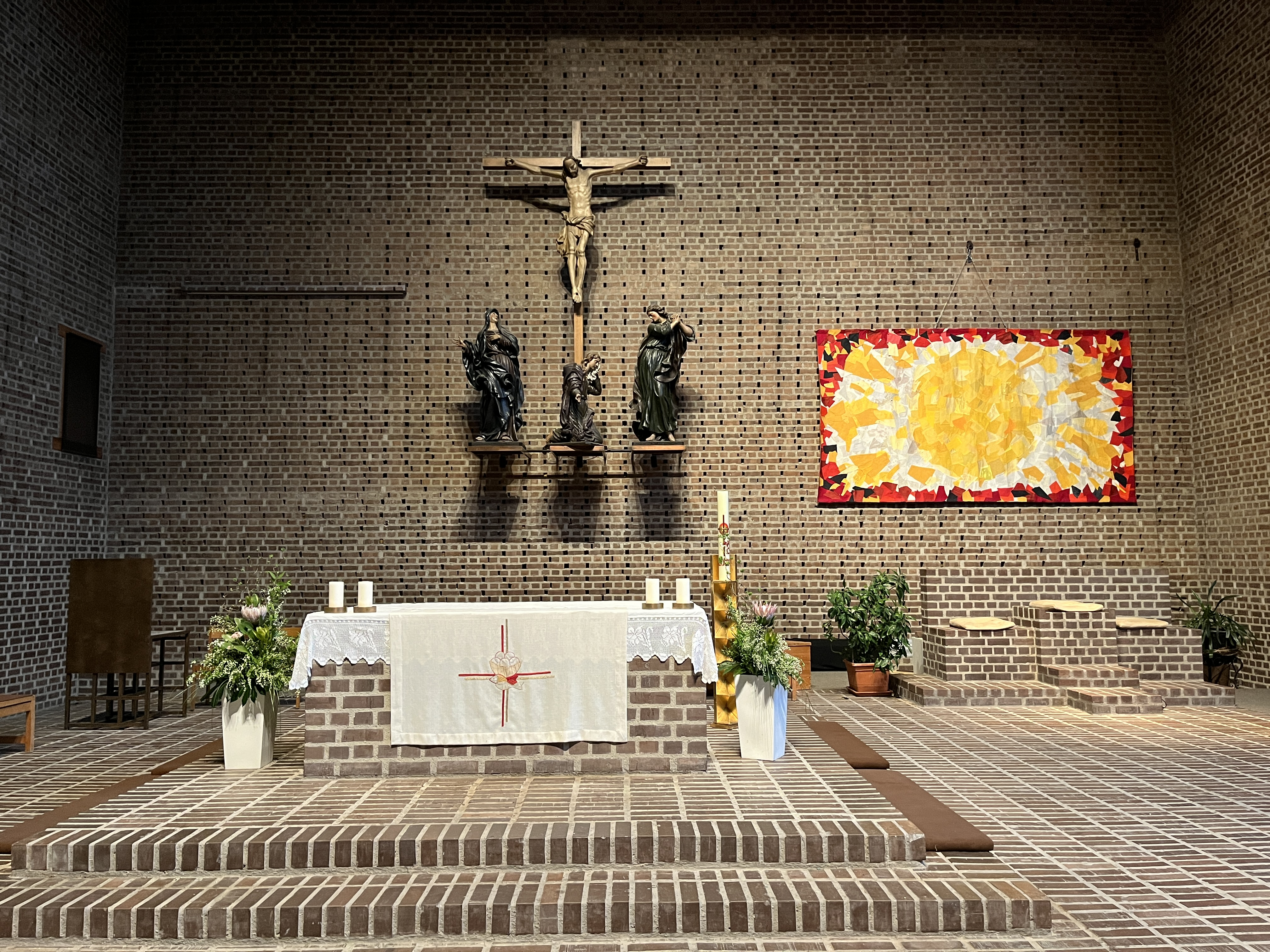
Altarraum

Die barocke Kreuzigungsgruppe, die sich im Altarraum befindet wurde 1969 erworben, das Kruzifix stammt aus Stubenberg in der Steiermark, die übrigen Figuren aus Wiener Neustadt.
Das Hochaltarbild der ehemaligen Vorstadtpfarre wurde 1739 von Bartolomeo Altomonte geschaffen und hängt in der Seitennische.
An der linken Kirchenwand hängen die Gemälde „Geburt Christi“ (um 1800) und „Pfingsten“ (1831), deren Künstler jedoch nicht bekannt sind.
Josef Fischnaller schuf die Figur des hl. Josef im Jahr 1990.

### Orgel

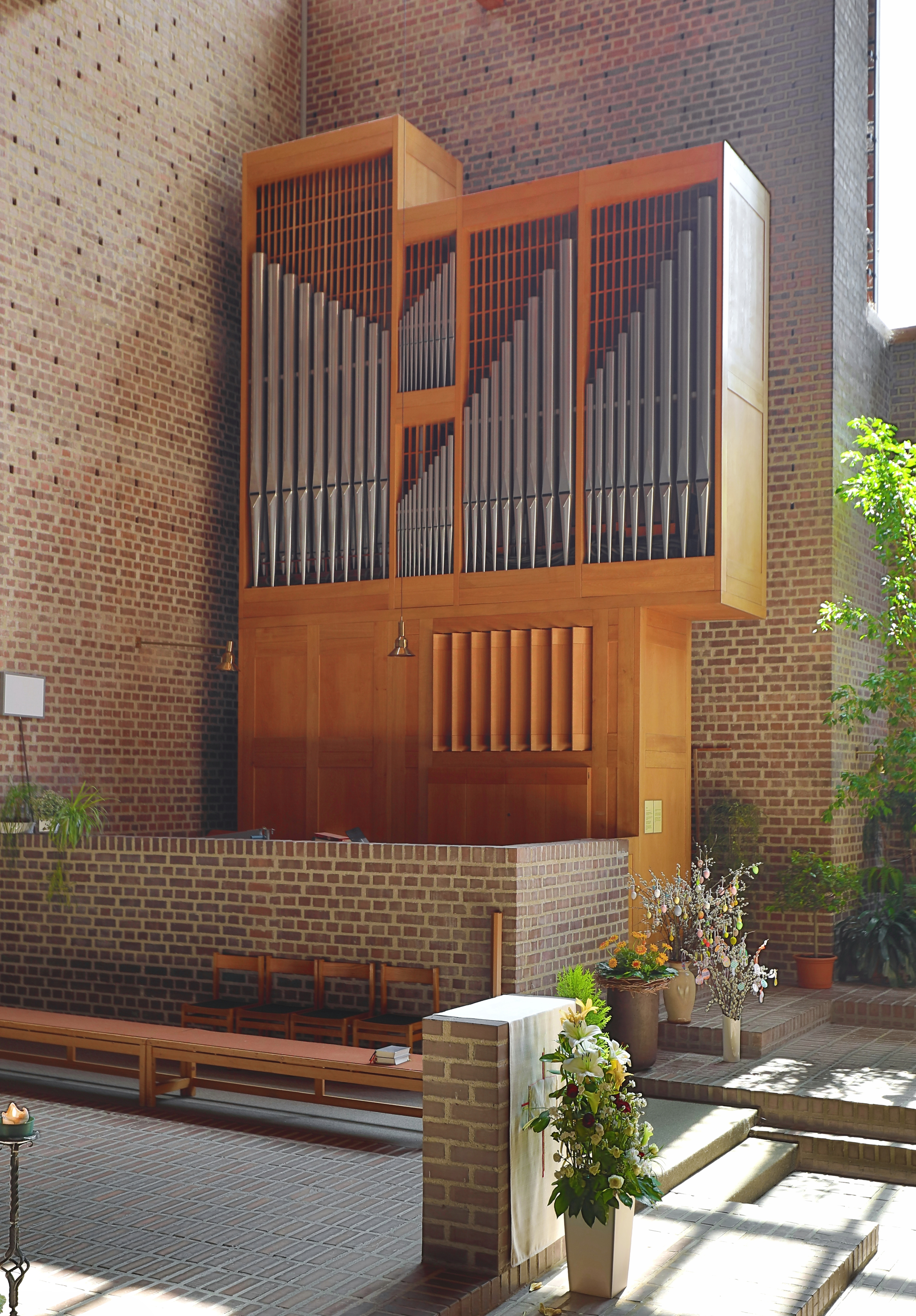
Orgel

Die mechanische Schleifladenorgel mit 1610 Pfeifen wurde 1972 vom Linzer Orgelbaumeister Bruno Riedl gefertigt. Sie hat 22 Register, verteilt auf zwei Manuale und Pedal. 2017 wurde sie generalüberholt.